# Theodor Meentzen

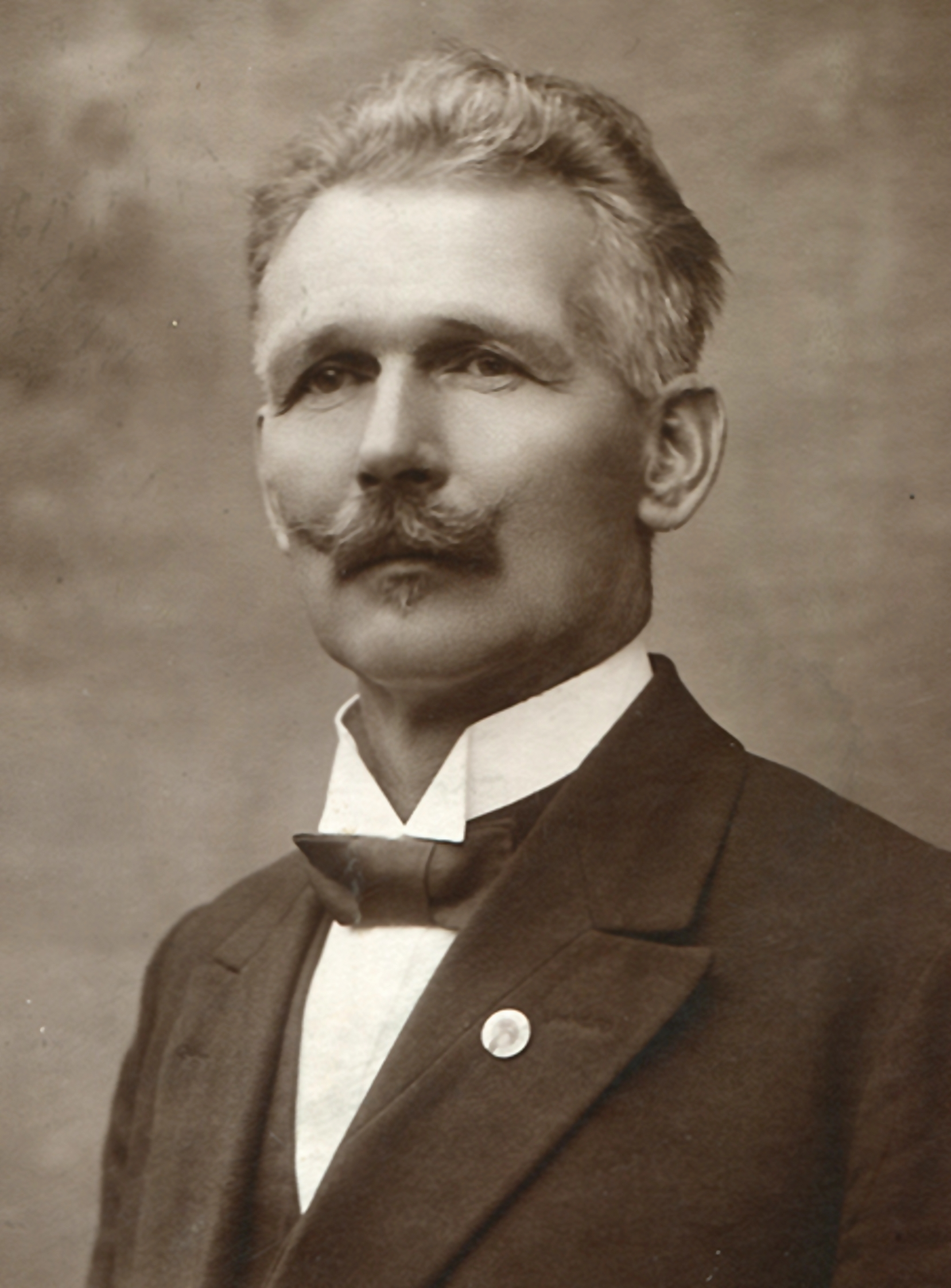
Theodor Meentzen, um 1925

Friedrich Wilhelm Theodor Meentzen (* 14. November 1875 in Butjadingen; † 7. April 1963 in Moritzburg) war ein deutscher Schriftsteller, Publizist und Redakteur. Er gehörte der Freidenkerbewegung an und hat sich besonders um die populärwissenschaftliche Bildung der Arbeiterschaft in der ersten Hälfte des 20. Jahrhunderts verdient gemacht.

## Leben

### Bis 1900
Theodor Meentzen wurde in Butjadingen (Wesermarsch) in einer alteingesessenen friesischen Familie geboren. Der Vater (1841–1882) war Heuermann bei einem Großbauern, die Mutter (1850–1894) arbeitete ebenfalls auf dem Bauernhof. Theodor hatte 4 Geschwister. Er besuchte die Einklassen-Volksschule in Iffens, danach bis 1890 die Schule im Nachbarort Stollhamm. Der dortige Pfarrer erkannte Theodors Intelligenz und Bildungsstreben und wollte ihn für ein späteres Lehrer-Studium gewinnen, was aber wegen der ärmlichen Verhältnisse nach dem frühen Tod des Vaters nicht realisierbar war. Theodor Meentzen wurde zunächst Kleinknecht und begann 1891 eine Lehre als Zimmermann und Tischler (damals ein zusammengefasster Beruf). Bei Auftragsflauten seines Lehrherrn arbeitete Meentzen beim Brückenbau in der Wesermarsch mit, u. a. als „Rammsinger“ (Taktgeber an den Rammen).
Als Meentzens Lehrherr sein Unternehmen in Butjadingen aufgab, vermittelte er Meentzen nach Wilhelmshaven in eine Zimmerer- und Tischlerwerkstatt.
1894 wurde Meentzen als Tischlergeselle eingeschrieben. Als Angehöriger des Holzarbeiterverbandes Bremen begab er sich auf Wanderschaft. Stationen waren Bielefeld, Gütersloh, Beckum, Hamm und das Ruhrgebiet, in dem er die Arbeits- und Lebensbedingungen der Bergarbeiter kennenlernte. Über weitere Orte kam er 1895 nach Dresden und fand dort Arbeit als Treppenbauer. In Dresden lernte er seine spätere Ehefrau Iphigenie geb. Eichhorn (* 9. November 1877 in Moritzburg; † 26. Mai 1945 in Pirna) kennen, Tochter eines Bauern aus Moritzburg, die als Pflegerin in der Königlichen Blindenanstalt Dresden arbeitete.
1896 wurde Meentzen zum Militärdienst als Husar einberufen, bei der Nachmusterung 1899 erfolgte die Versetzung zur Infanterie nach Leipzig, wo er bis 1900 diente. Eine Leipziger Tischlerei suchte „Armee-Abgänger mit bester Führung“, Meentzen bewarb sich erfolgreich, absolvierte eine Umschulung zum Modelltischler und arbeitete als solcher in Leipzig. Zu dieser Zeit begannen seine ersten redaktionellen Arbeiten und seine Vortragstätigkeit.

### Ab 1900
Am 25. Dezember 1900 heirateten Theodor Meentzen und Iphigenie geb. Eichhorn. In Leipzig wurden die beiden Töchter Gertrud Meentzen (1901–1985) und Charlotte Meentzen (1904–1940) geboren. 1908 zog die Familie Meentzen in die Bauernwirtschaft von Iphigenies Eltern nach Moritzburg.
Mit Ausbruch des Ersten Weltkrieges wurde Theodor Meentzen am 21. August 1914 zum Landsturm eingezogen. Überwiegend im Wachdienst eingesetzt, kam er zunächst über Standorte in Großenhain und Königsbrück an das Ritter- und Remontegut Dallwitz, dann nach Litauen, Lida, nach Elsaß-Lothringen und schließlich nach Kortrijk in Flandern. Das Ende des Ersten Weltkrieges erlebte er in Nisch in Serbien. Nach dem Zusammenbruch der dortigen Front erreichte Meentzen Mitte November 1918 sein Zuhause in Moritzburg. Ende November erwirkte er nach Vorsprache beim zuständigen Soldatenrat in Bautzen „unter Verzicht auf alle Ansprüche“ seine Entlassung aus dem Militärdienst.

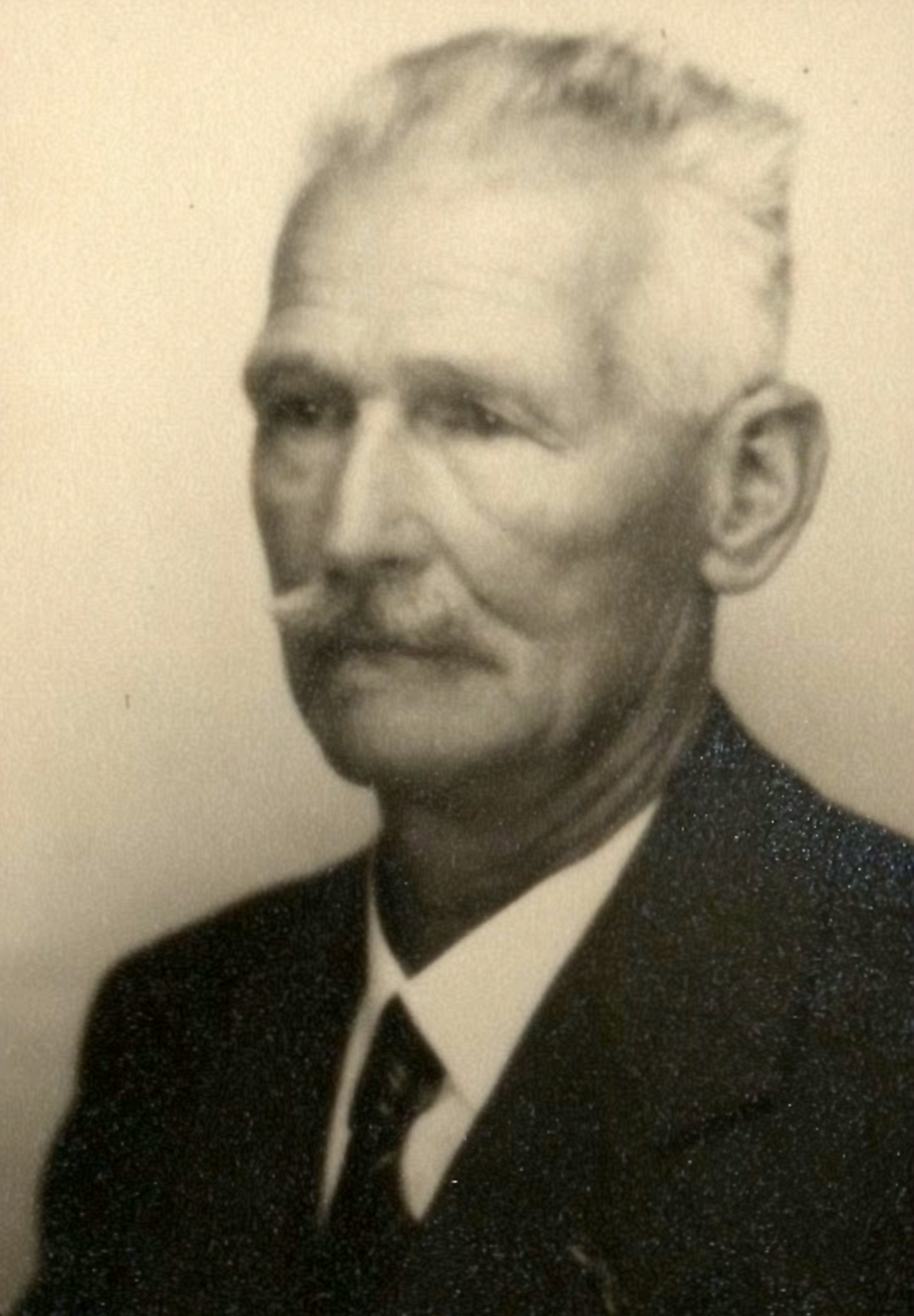
Theodor Meentzen, um 1938

Aus den Erträgen seiner Arbeit als Schriftsteller und Publizist sowie aus seiner bereits um 1900 begonnenen umfangreichen Vortragstätigkeit erwarb Meentzen 1923/1924 Wohneigentum im Allgäu, die Familie blieb jedoch in Moritzburg wohnen.
1932 verzog das Ehepaar Meentzen von Moritzburg in sein Landhaus nach Steingaden, kehrte jedoch nach dem Tod von Tochter Charlotte Meentzen († 26. Februar 1940) nach Moritzburg zurück, um deren am 31. August 1939 geborenen Sohn und nun verwaisten Enkel in Vormundschaft zu nehmen. Theodor Meentzen erwarb im März 1940 ein Wohnhaus in Auer für seinen Enkel, den er als Eigentümer eintragen ließ. Dieses Grundstück wurde zum Lebensmittelpunkt der Familie Meentzen, der Enkel wuchs bei seinen Großeltern in Auer auf.

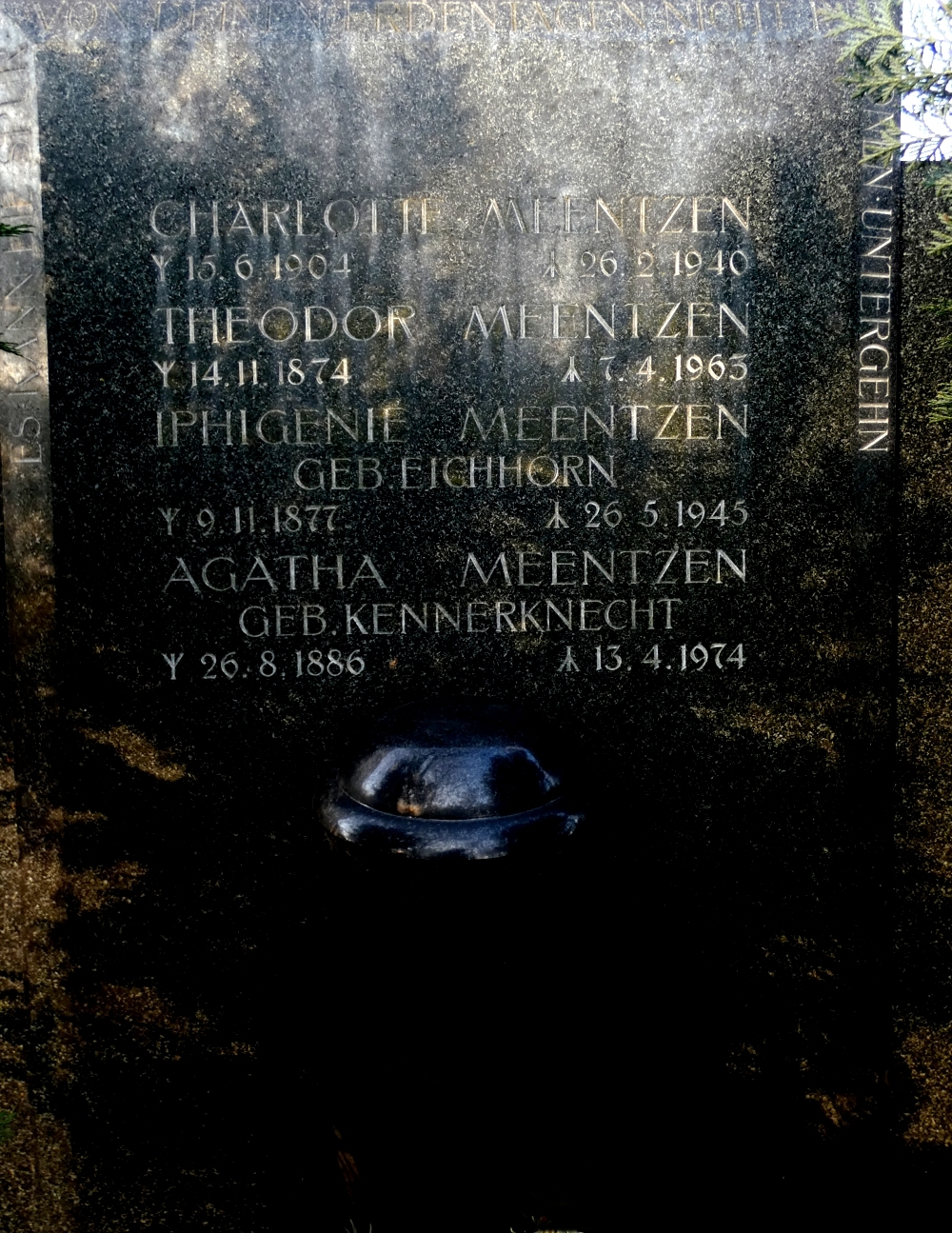
Grabmal der Familie Meentzen in Moritzburg. Th. Meentzens Geburtsjahr muss richtig 1875 heißen.

Auf dem Vormundschaftsgericht vereinbarte Theodor Meentzen, dass seine Tochter Gertrud verh. Seltmann-Meentzen und sein Enkel, Gertruds Neffe, die 1930 von Meentzens Tochter Charlotte in Dresden gegründeten Firmen „Charlotte Meentzen, Institut für Schönheitspflege“, Prager Straße 44 (1938 auf die Prager Straße 38 verlegt) sowie „Charlotte Meentzen, Laboratorium für Natürliche Kosmetik, Herstellung pharmazeutisch-kosmetischer Erzeugnisse“, Prager Straße 24, je zur Hälfte übernahmen, unter Gertrud Seltmann-Meentzens alleiniger Geschäftsführung.
Wenige Tage vor Ende des Zweiten Weltkrieges und dem Einmarsch der Roten Armee flüchteten die Meentzens nach Pötzscha bei Wehlen. Am 26. Mai 1945 verstarb Meentzens Ehefrau Iphigenie in Pirna.
Meentzens Wohneigentum im Allgäu und sein Haus in Auer waren während des Krieges erhalten geblieben. Die gesamten Firmengebäude und Geschäftsräume von Tochter Gertrud Seltmann-Meentzen auf der Prager Straße Dresden sowie die 1942 von der Firma erworbene Villa Wiener Straße 36 in Dresden wurden während der Luftangriffe auf Dresden am 13. / 14. Februar 1945 zerstört. Sein Schwiegersohn Felix Otto Seltmann kam dabei ums Leben.
1946 lernte Theodor Meentzen seine zweite Ehefrau Agatha geb. Kennerknecht (* 26. August 1886, † 13. April 1974) kennen, sein Enkel verblieb weiterhin bei seinen Großeltern in Auer.
Theodor Meentzen verstarb 1963 in Moritzburg. Beigesetzt ist er im Familiengrab auf dem Friedhof in Moritzburg.

## Wirken

### Bis 1914
In Wilhelmshaven wurde Meentzen noch während seiner Lehre zum Zimmermann und Tischler Mitglied der am 2. Juli 1893 gegründeten Gewerkschaft „Deutscher Holzarbeiterverband“ und konnte sich in deren Bibliothek mit naturwissenschaftlicher Literatur und Werken sozialdemokratischer Autoren vertraut machen. 1894 wurde er als Tischlergeselle eingeschrieben und begab sich nach der notwendigen Registrierung und Abmeldung bei seiner Gewerkschaft in Bremen auf Wanderschaft. Neben den für die Dokumentation der Wanderschaft in den Wanderbüchern festgelegten Meldestellen dienten als Treffpunkte der Gesellen, außer den Herbergen, zunehmend auch Gewerkschaftshäuser und Parteilokale, die sich mehr und mehr zu Kommunikationsstätten, insbesondere auch zu Stätten der proletarisch-sozialistischen Arbeiterbildung, entwickelten. Meentzens Beobachtungen und Analysen der gesellschaftlichen Zustände, insbesondere zur Situation der Arbeiterschaft im Ruhrgebiet, zur Rolle der Kirchen sowie seine Erfahrungen während der 4-jährigen Dienstzeit im Deutschen Heer, förderten seine Entwicklung zum aktiven Sozialdemokraten und Freidenker.
Im Februar 1901 wurde Meentzen Mitglied der SPD, in der sich auch ein weitgespanntes sozialdemokratisches Vereinswesen, angefangen von den Arbeiterbildungsvereinen, über Arbeitergesangvereine, Vereine von Arbeiterturnern, -radfahrern bis hin zu Freidenker-Vereinen etabliert hatte. Meentzen nutzte die vielseitigen, von Gewerkschaft und SPD angebotenen Bildungsmöglichkeiten und fand hier seine ideologische Heimstatt. Neben seiner Arbeit als Modelltischler in Leipzig begann er 1901 mit der publizistischen Arbeit in der Redaktion der Leipziger Volkszeitung (LVZ). Hier lernte er u. a. Hermann Duncker kennen. 1903 wurde Meentzen Schriftführer und Bibliothekar der Leipziger SPD-Organisation. Er begann eigene Vortrags-Reihen und publizierte erste eigene Schriften. Als 1903 der zweite Band des Aufsehen erregenden Werkes Die Karikatur der europäischen Völker vom Jahre 1848 bis zur Gegenwart von Eduard Fuchs erschien, erarbeitete Meentzen im Auftrag des Parteivorstandes für den Arbeiterbildungsverein und mit Zustimmung von Fuchs und dessen Verlag mehrere Lichtbildervorträge dazu, den ersten dieser Reihe hielt er am 25. Januar 1905 in Leipzig vor 1300 Besuchern. In Leipzig und Hamburg folgten weitere Vortragsreihen zu diesem Thema. Wegen seiner immer intensiver und aufwändiger werdenden Vortrags- und Referententätigkeit, auch außerhalb von Leipzig, sowie wegen seiner publizistischen Arbeit bei der LVZ wurde Meentzen 1905 als Modelltischler entlassen. Finanzielle Gründe zwangen ihn, in einer anderen Firma wieder als Modelltischler zu arbeiten, hier erkrankte er schwer.
Nach der Genesung intensivierte Meentzen ab 1906 seine Vortragstätigkeit auf bis zu 200 Vorträge im Jahr. Er wurde seitens der Arbeiterschaft überwiegend von Arbeiterorganisationen, Arbeiterbildungsvereinen, Bildungsausschüssen, sozialdemokratischen Vereinen und Gewerkschaften und von bürgerlicher Seite von Wissenschaftlichen Vereinen, Gewerbe- und Handwerkervereinen engagiert. Auf größtes Interesse stieß sein Vortrag vor über 2000 Belegschaftsmitgliedern der Friedrich Krupp AG zum Thema: „Deutsches Frauenleben im Wandel der Jahrhunderte“. Im Rahmen der Jugendweihe-Bewegung, aber auch aus anderen Anlässen, hielt Meentzen auch vor Kindern und Jugendlichen viele Vorträge. Das große öffentliche Interesse an seinen Vorträgen wurde auch durch seine intensive Nutzung der damals relativ neuen „Lichtbild-Projektion“ gefördert. Bis zur Einberufung zum Landsturm 1914 arbeitete Meentzen hauptberuflich als Vortragender im Deutschen Reich, in Luxemburg und Elsass-Lothringen. Neben einer Vielzahl aktueller Themen hatte Meentzen 15 wissenschaftliche Vorträge mit 1500 Lichtbildern (einschließlich zugehöriger Druckschriften) im Repertoire und erzielte daraus ein sicheres Einkommen.

### 1918 bis 1933
Unmittelbar nach seiner Entlassung aus dem Militärdienst Ende 1918 ließ sich Meentzen als aktiver Sozialdemokrat in den Gemeinderat und in den Schulvorstand von Moritzburg wählen. Der SPD-geleitete Gemeinderat setzte Anfang 1919 durch, dass auf einem Landstück der Wettiner im Nordosten von Moritzburg eine Gartenanlage errichtet wurde, in der jede Familie, die keinen eigenen Garten hatte, ein ca. 800 m² großes Stück Land erhalten konnte.
Als Anfang 1919 auf Basis des Art. 148 der Reichsverfassung von 1919 die Förderung des Bildungswesens, einschließlich der Volkshochschulen (VHS), erstmals gesetzlich verankert wurde, warb man Meentzen als bewährten und erfahrenen Referenten und Publizisten für wissenschaftliche und weltanschauliche Themen. Anfang 1919 wurde er für vorerst 6 Wochen als Volkshochschul-Lehrer an die VHS Auerbach verpflichtet. Themen waren u. a. „Vom Urnebel zum Menschen“, „2000 Jahre deutscher Kulturgeschichte“ u. a.
Meentzens Freund und Förderer Gustav Hennig, Professor an der Thüringischen Landesuniversität und Gründer der Heimvolkshochschule Tinz im damaligen Volksstaat Reuß, berief ihn 1920 an diese neue VHS als Lehrer. Dem schlossen sich ab 1921 Vortrags-Reisen in der Schweiz, in Österreich, u. a. im größten Saal von Innsbruck – dem Stadtsaal, und Vortragsserien in Schlesien an.
Der Vorsitzende des Freidenker-Verbandes der Freien Stadt Danzig, Wilhelm Beister, holte Meentzen Ende 1923 zu einer inzwischen zu einer Vortragsreihe ausgebauten Thematik „Vom Urnebel zum Menschen“ nach Danzig.

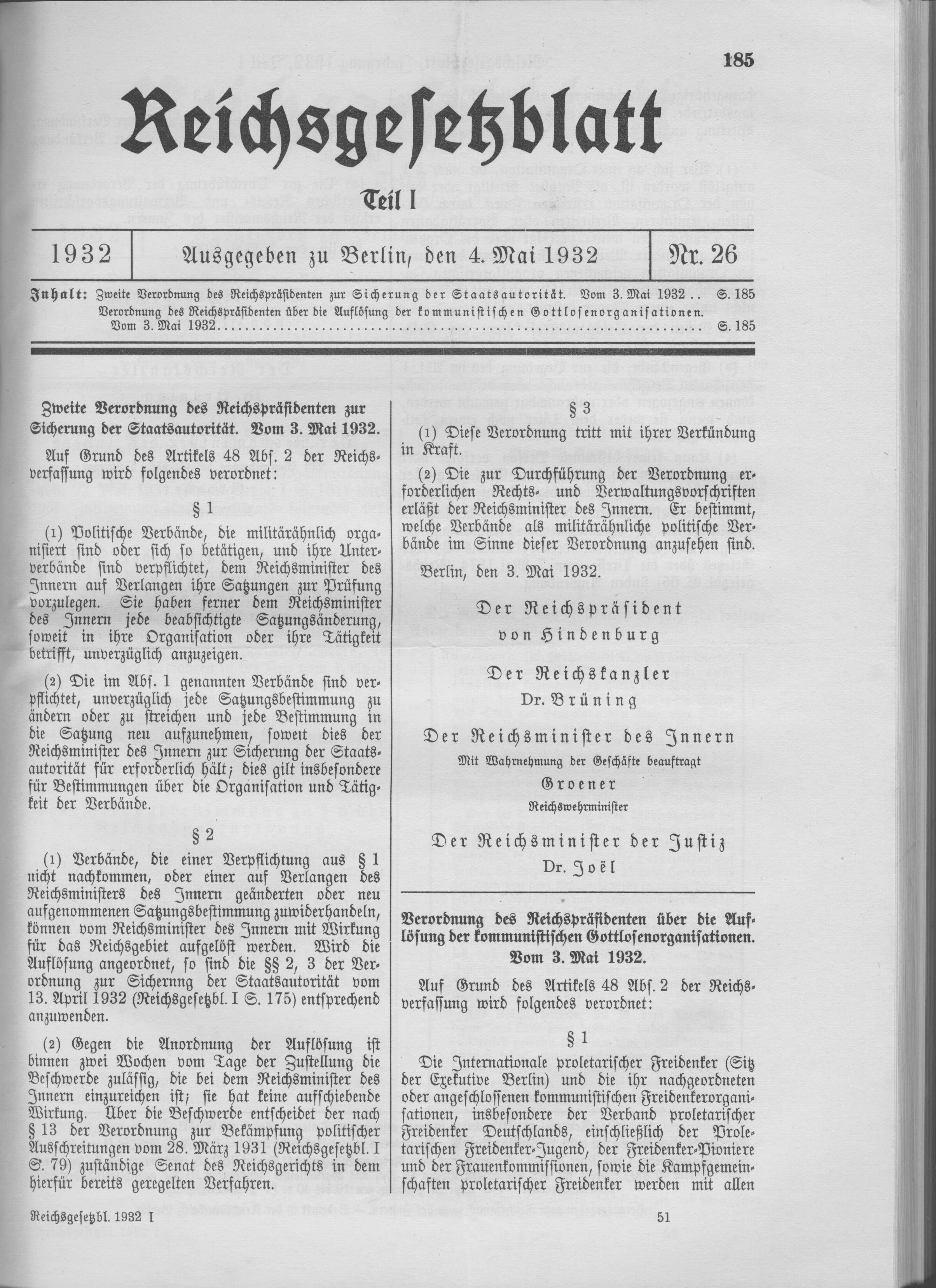
Reichsgesetzblatt Teil I Nr. 26, Seite 185, vom 4. Mai 1932. Siehe dazu auch Folgeseite 186.

Mit der Verordnung des Reichspräsidenten über die Auflösung der kommunistischen Gottlosenorganisationen vom 3. Mai 1932 waren die kommunistischen Freidenkerorganisationen und alle zugehörigen Verbände sowie die Verlagsbetriebe aufgelöst worden, sämtliche Druckschriften waren zu beschlagnahmen. Da Meentzen die Mehrzahl seiner Werke überwiegend in der Verlagsanstalt proletarischer Freidenker Leipzig veröffentlicht hatte, war der Vertrieb seiner Druckschriften nicht mehr möglich. Darüber hinaus hatte er im eigenen Verlag Theodor Meentzen Moritzburg b. Dresden mehrere Bücher herausgegeben. Auch das war ihm als bekennender Freidenker und Sozialdemokrat nun nicht mehr möglich. Auch die Vortragstätigkeit musste eingestellt werden, seinen letzten Vortrag hielt Meentzen im Februar 1933. Ihm war jegliche Arbeitsgrundlage entzogen. Das Ehepaar Meentzen verließ Ende 1932 Moritzburg und verzog in sein Landhaus nach Steingaden.
Mit seinen Vortrags-Zyklen, seinen vielseitigen Publikationen und seiner schriftstellerischen Arbeit gehörte Meentzen in die Reihe derjenigen Autoren, die, wie z. B. Wilhelm Bölsche, ihre eigenen Forschungen und wissenschaftlichen Arbeiten sowie Teile des Wissens ihrer Zeit in populärer Form den nicht akademisch gebildeten Bürgern vermittelt haben. Meentzens Themen-Breite ist vielseitig, sie reicht von Arbeiten für die „Verlagsanstalt proletarischer Freidenker“ im Rahmen der Freidenker-Vorträge, über weltanschauliche Fragen, naturwissenschaftliche Themen, gesellschaftskritische Schriften (z. B. Der Hexenwahn und die Kirche oder Frauenleben im Wandel deutscher Kultur) bis zu Arbeiten wie Der Erdball im Wandel der Jahrmillionen.

## Werke (Auswahl)

### Veröffentlichungen in derVerlagsanstalt proletarischer Freidenker Leipzig
- Werden und Vergehen im Weltall : Zugl. e. Entwicklung d. menschl. Geisteskräfte von Hamurabi bis Einstein. 1923. OCLC 72620055
- 2000 Jahre Blut und Eisen. 1923. OCLC 699583208
- Der Siegesweg des Lebens. OCLC 47994879
- Unter Krone und Krummstab: ein Jahrtausend Klassenherrschaft, Klassenunterdrückung, Klassenkampf. 1924. OCLC 985591192
- Freidenkerschriften: Das Verhältnis des Freidenkertums zum sozialen Frage und andere Beiträge. Ohne Jahr. OCLC 929521040
- Freidenkerschriften. Die Kirche als Gegnerin der Gewerkschaften. OCLC 929521733
- Freidenkerschriften. Wir brauchen keinen Gott: hat Jesus gelebt u. a. Artikel; eine Aufklärungsschrift für das Volk. 1926. OCLC 929521653

### Veröffentlichungen imVerlag Theodor Meentzen Moritzburg b. Dresden
- Frauenleben im Wandel deutscher Kultur. 1922.  OCLC 918325088
- Sternenlauf und Erdenleben : Gespräche mit Kindern für Lehrende und Lernende. 1927. OCLC 916122103
- 2000 Jahre Werkbank u. Schraubstock : zugleich eine Entwicklung der Klassen und Klassenkämpfe. 1929. OCLC 915294672
- Ketzerverfolgung, die alte und die neue. 1926. OCLC 1068699447
- Mutterschaft und Mutterliebe : die Frau als Mutter im Wandel der Zeiten, Völker und Klassen. 1925. OCLC 916122100
- Der Hexenwahn und die Kirche. 1926. OCLC 1072875766
- Der Erdball im Wandel der Jahrmillionen. 1930. OCLC 970010310

### Veröffentlichungen im VerlagFreigeistige Vereinigung der Schweiz
- Naturtechnik und Menschentechnik 1. Teil. Bern, 31. März 1929. OCLC 915313886.Online-Ressource.

2. Teil und Schluss. Bern, 15. April 1929. OCLC 915313890. Online-Ressource.
- Zellenstaat und Menschenstaat. Bern, 31. Juli 1928. OCLC 915313786. Online-Ressource.